# Jaume Calbetó i Baralt
Jaume Calbetó i Baralt (Arenys de Mar, 1806 - 1886), fou un físic, farmacèutic i alcalde d'Arenys de Mar.
Fou fill de Josep Antoni Calbetó i Tarrades i de Rita Baralt i Lladó, sent el seu avi el prestigiós navegant i cosmògraf Josep Baralt i Torres.
Estudià física experimental i farmàcia, i més tard esdevingué doctor en Farmàcia. Destacà en la fabricació de productes químics per a la indústria i la medicina, coma ara l'hiperclorit (clorur de calci, o clor) útil per blanquejar el cotó i el paper, i per desinfectar.
Fabricà acetat de coure (verdet), acetat de plom (sal saturada) i carbonat de plom (blanquet) amb un nou procediment. Establí una important fàbrica de cremor tàrtar i àcid tàrtric, productes distingits amb diversos premis, molt sol·licitats a Anglaterra. Descobrí un sistema per obtenir aigües subterrànies amb el principi del sifó.
Fou subdelegat de la facultat de Farmàcia del partit d'Arenys durant 50 anys, membre de diverses societats científiques i president de la delegació de l'Institut Agrícola Català de Sant Isidre. D'altra banda, fou regidor de l'Ajuntament d'Arenys de Mar en diverses ocasions i alcalde de la ciutat.